# 714305 Panceri
714305 Panceri è un asteroide della fascia principale. Scoperto nel 2011, presenta un'orbita caratterizzata da un semiasse maggiore pari a 3,0845209 au e da un'eccentricità di 0,1466408, inclinata di 0,25793° rispetto all'eclittica.
Dal 23 settembre al 4 novembre 2024, quando 734551 Monin ricevette la denominazione ufficiale, è stato l'asteroide denominato con il più alto numero ordinale. Prima della sua denominazione, il primato era di 698609 Angli.
L'asteroide è dedicato a suor Luigia, al secolo Carmelita Jacinta, Panceri, astronoma presso la Specola Vaticana.